# Patio de recreo

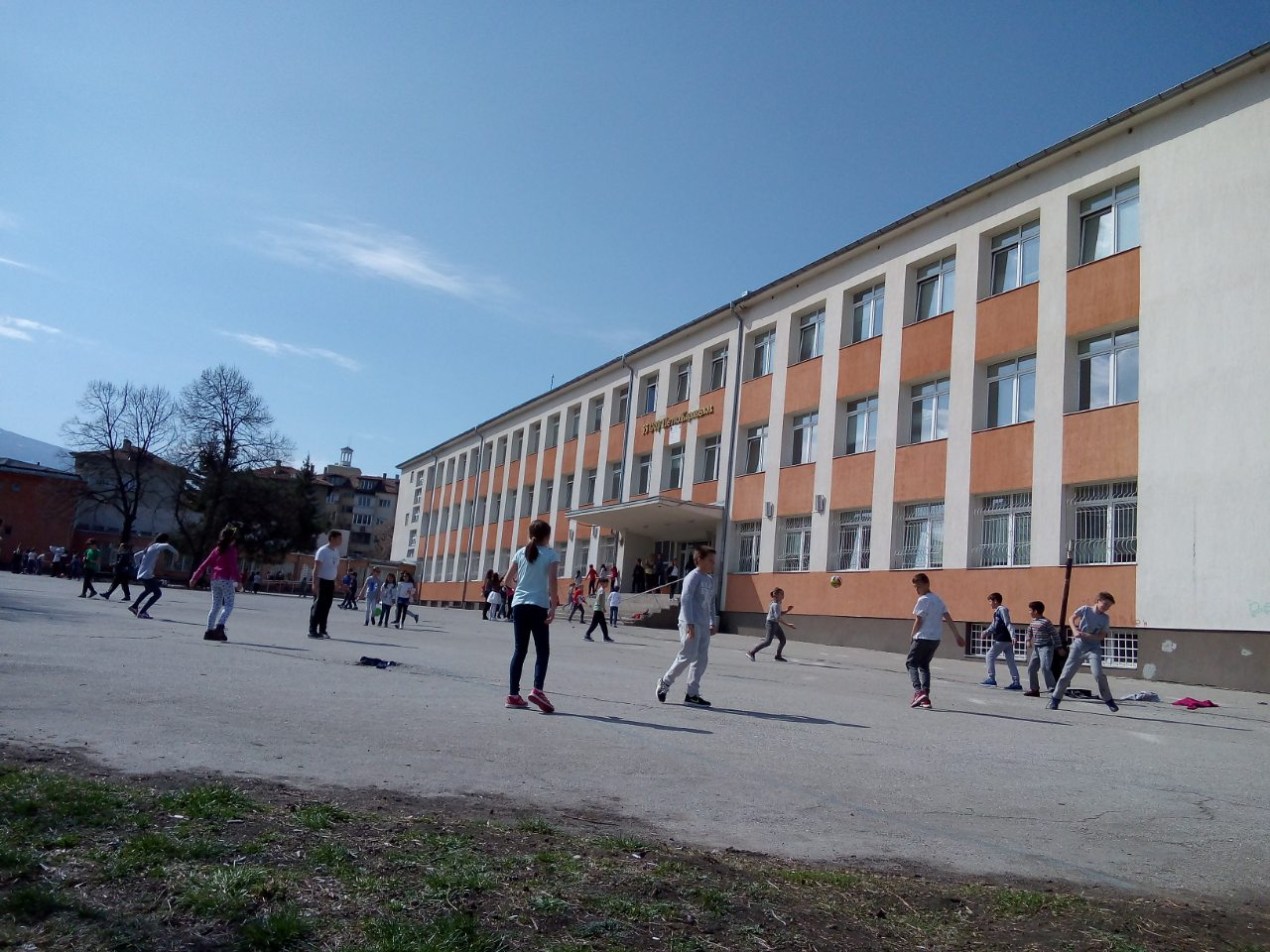
Panorámica del patio de una escuela de Sofía (Bulgaria)

Patio de recreo, patio de juegos o patio de recreación es un lugar delimitado, que puede ser abierto o techado, asociado con un establecimiento de enseñanza (primaria o secundaria), donde los alumnos pasan los recreos cotidianos.
Las actividades en este espacio de recreación difieren según los establecimientos, según la edad de los niños y según el tiempo que dura la actividad. En efecto, en un patio de recreos de escuela primaria, con frecuencia se observa a los niños jugando a la pelota o con canicas, corriendo y saltando, etc.; mientras que en un establecimiento de enseñanza media, los adolescentes charlan con frecuencia entre ellos, o leen, o repasan alguna lección, o simplemente descansan y se distienden. El patio de recreación también cumple una finalidad eminentemente social, ya que cada cual puede interactuar con los otros.

## Espacios y actividades
El patio de recreo es el espacio recreativo que se destina al recreo estudiantil para el descanso y esparcimiento de los alumnos entre clase y clase. 
Los patios son espacios situados dentro del perímetro del centro escolar, a veces abiertos, a veces techados. Sus dimensiones están supeditadas al tamaño del centro, así como al espacio disponible dentro del mismo o alrededor del mismo. Generalmente, los patios se localizan en el exterior del edificio, pero por limitaciones de espacio también pueden situarse en el interior, como un espacio central abierto o techado que además se usa para ventilación e iluminación.
En ocasiones, para aprovechar al máximo los espacios, los patios incluso se han llegado a instalar en las terrazas o terrados de los edificios. En estos casos, es importante que el recinto se encuentre perfectamente protegido mediante cerramientos laterales para evitar accidentes, y cubierto con mallas o rejas para impedir la caída de pelotas y balones.

## Justificación

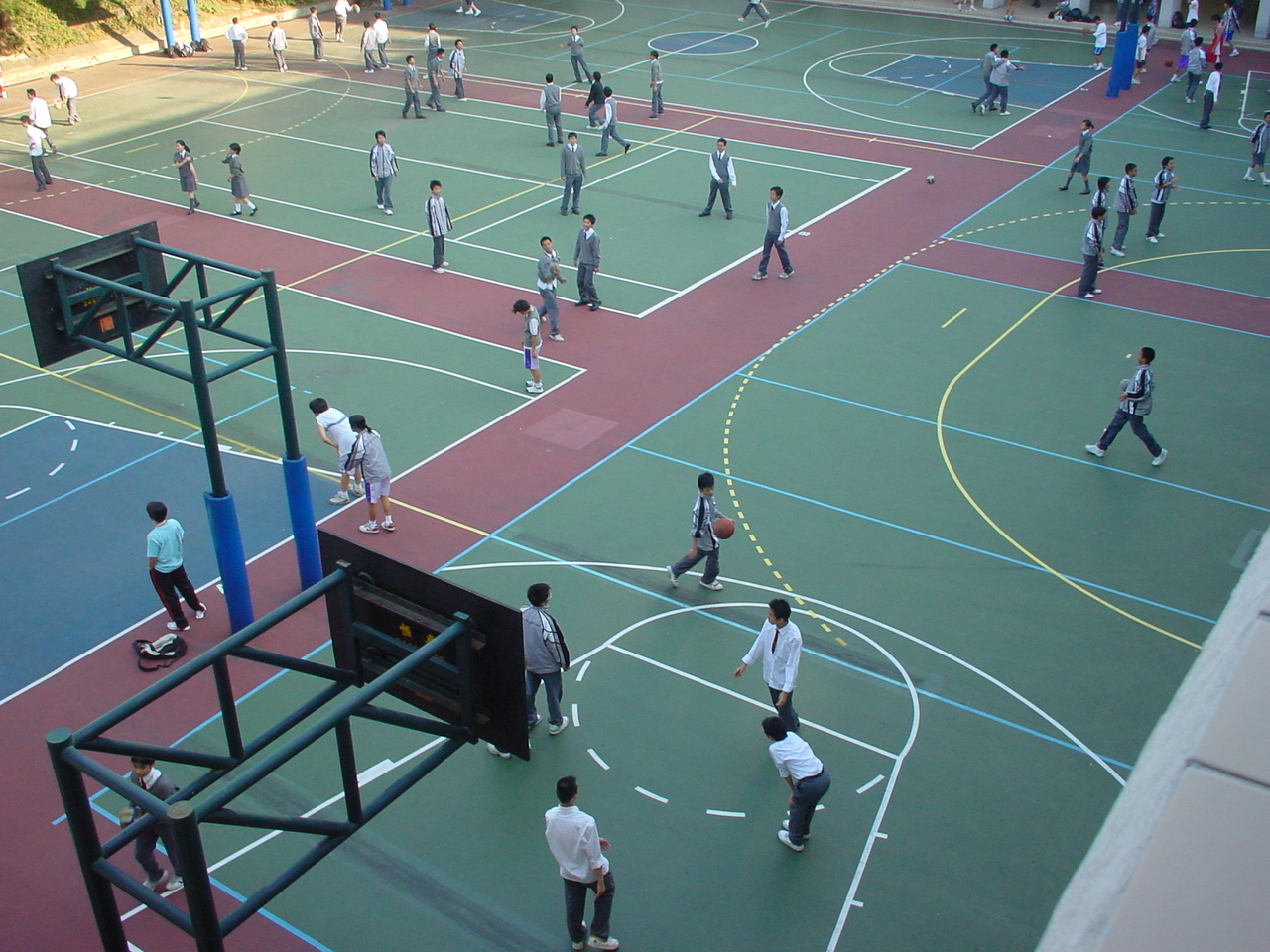
Niños jugando en el patio (Hong Kong)

Todo trabajo excesivo o prolongado agota las fuerzas, produce cansancio y fatiga, y ello engendra, especialmente cuando de algo mental se trata, tanto tedio como hastío, aburrimiento, cansancio mental, y consiguientemente, se producen fallas de atención en los alumnos e incluso indisciplina. De aquí, la necesidad de que con el trabajo, se alterne el descanso durante las horas de clase, y de que los descanso se consideren como parte integrante del programa general y del horario de las escuelas. Lo más eficaz es establecer un descanso completo para la inteligencia entre ejercicio y ejercicio, y a ponerlo en práctica debe encaminarse la organización de la enseñanza.
A este efecto se disponen los patios, como entornos en los que los estudiantes pueden esparcirse a través de la realización de actividades recreativas, de la práctica del deporte, de la charla libre con los compañeros, o del simple descanso.

## Amueblamiento
Los patios cuentan con los elementos necesarios para incentivar el juego y el ejercicio de los alumnos durante los periodos de recreo, escogidos en función de la edad y del género.
Para los alumnos menores, hasta los seis años, se establecen en los patios recintos de juego con instalaciones recreativas que incluyen toboganes, balancines, muelles-balancín, columpios, barras de mono, piscinas de arena (areneros), etc. 
Para edades más avanzadas, de ser posible es más conveniente colocar instalaciones deportivas, como campos de fútbol, pistas de balonmano, canchas de baloncesto, o al menos mesas de ping-pong, etc. teniendo en cuenta para su selección los deportes más populares en la comunidad. Los campos de juego se delimitan con las líneas reglamentarias de cada deporte que pueden llegar a cruzarse o superponerse para aprovechar al máximo el espacio, y cuentan con las porterías, las redes, las canastas, etc., necesarias para la práctica de cada deporte. La comunidad escolar suele proporcionar los balones o pelotas que los niños utilizan durante sus actividades en los recreos.
En recintos de mayor superficie, puede haber instalaciones deportivas de proporciones reglamentarias, tales como pistas de atletismo, hockey, béisbol, etc., así como instalaciones para realizar actividades más específicas, como piscinas, pistas de tenis y de patinaje, etc. Se recomiendan también elementos como fuentes o bebederos, o zonas de sombra con árboles, en donde pueda protegerse del sol y del calor cuando sea necesario.

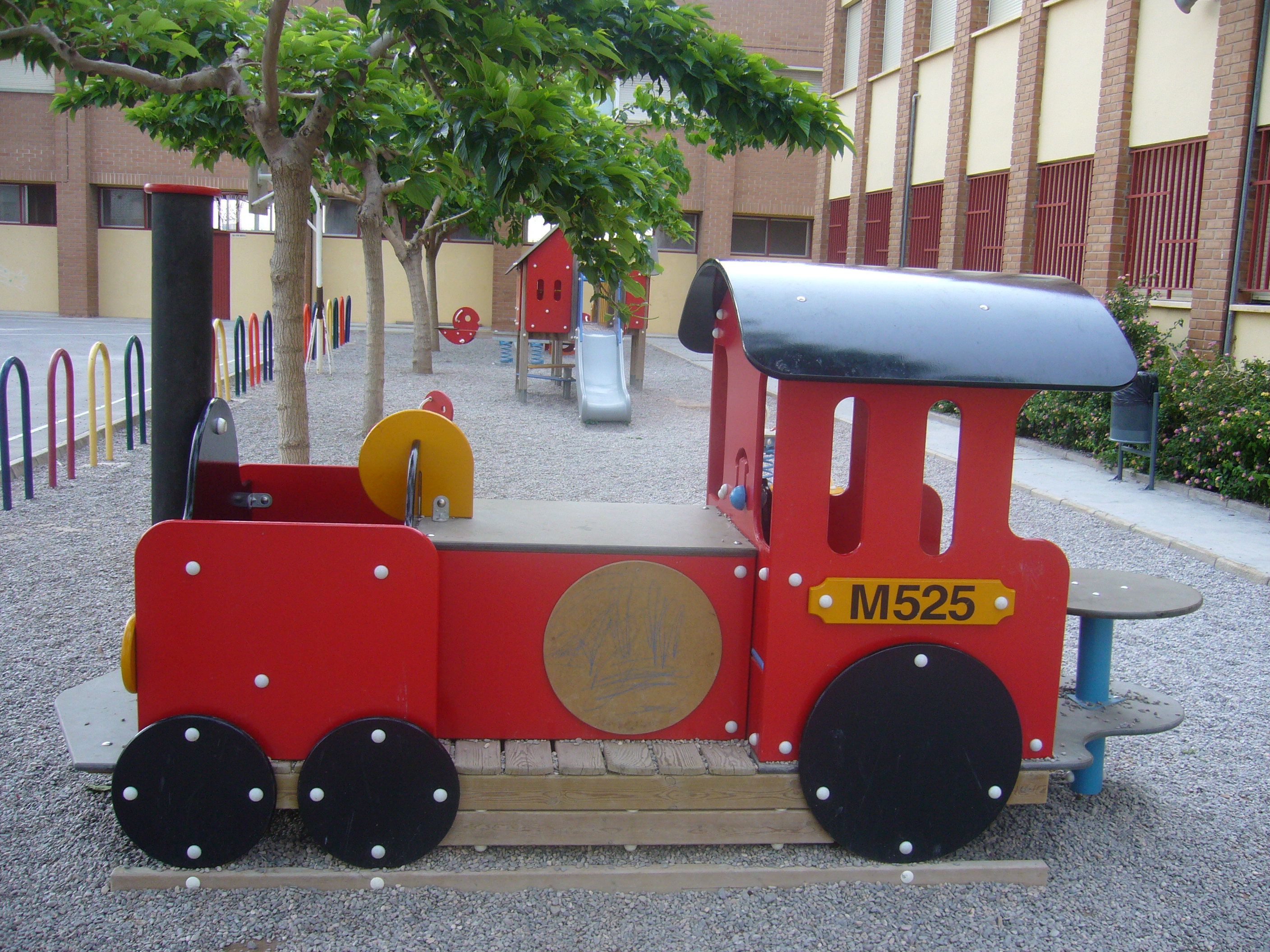
Juego infantil en un instituto de Valencia
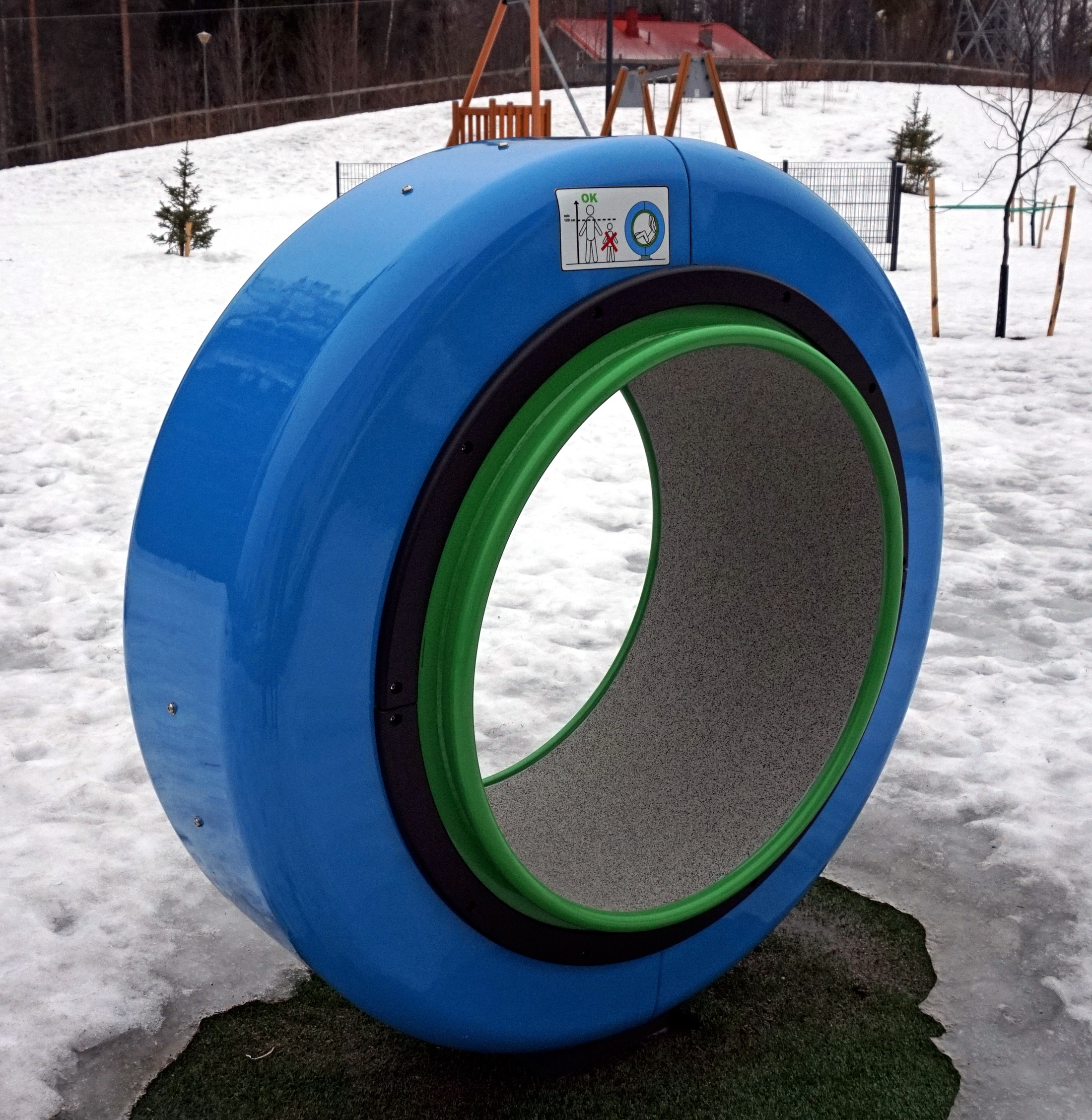
Artefacto de juego en un colegio finlandés
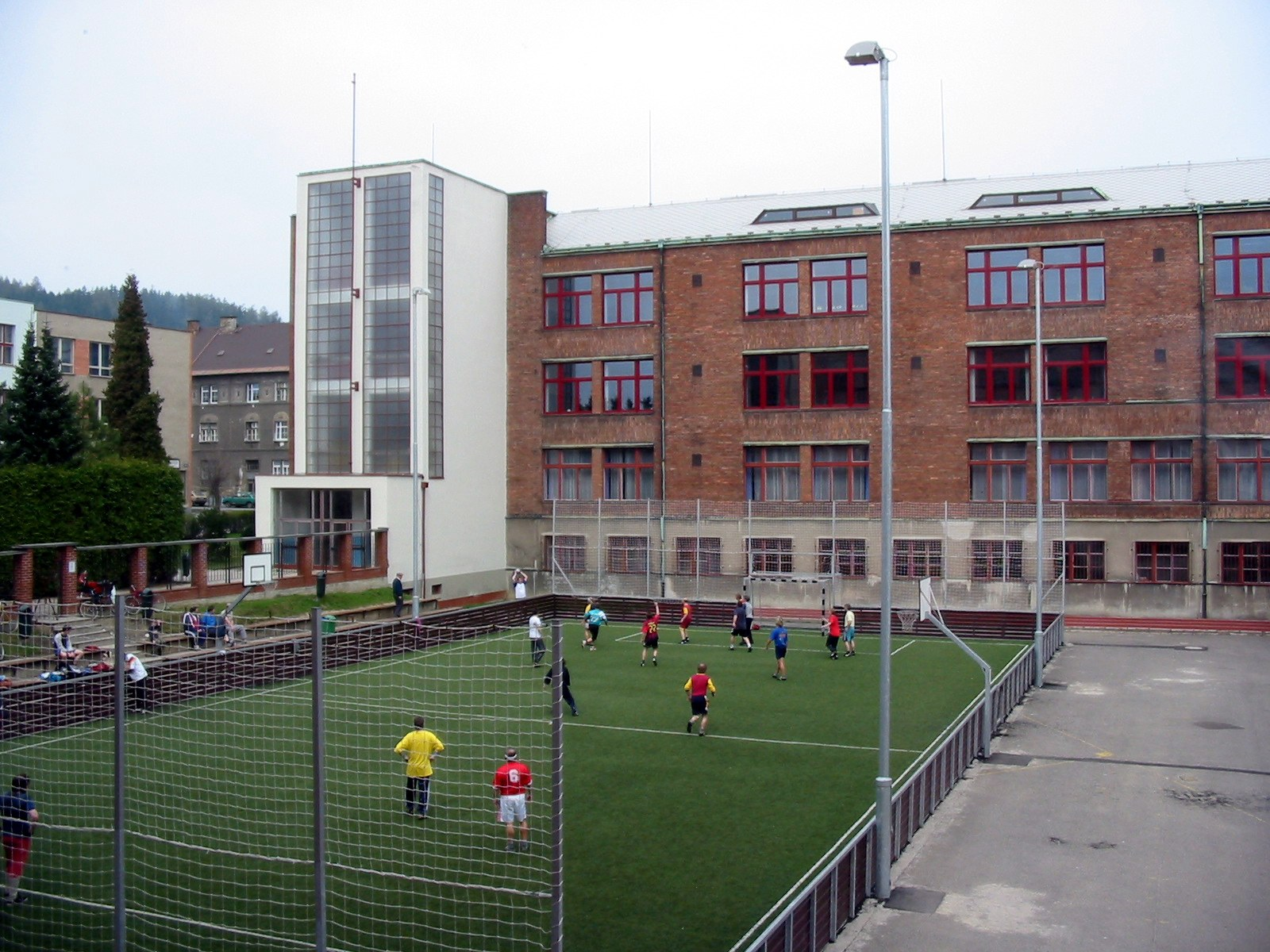
Campo de fútbol en un colegio checo
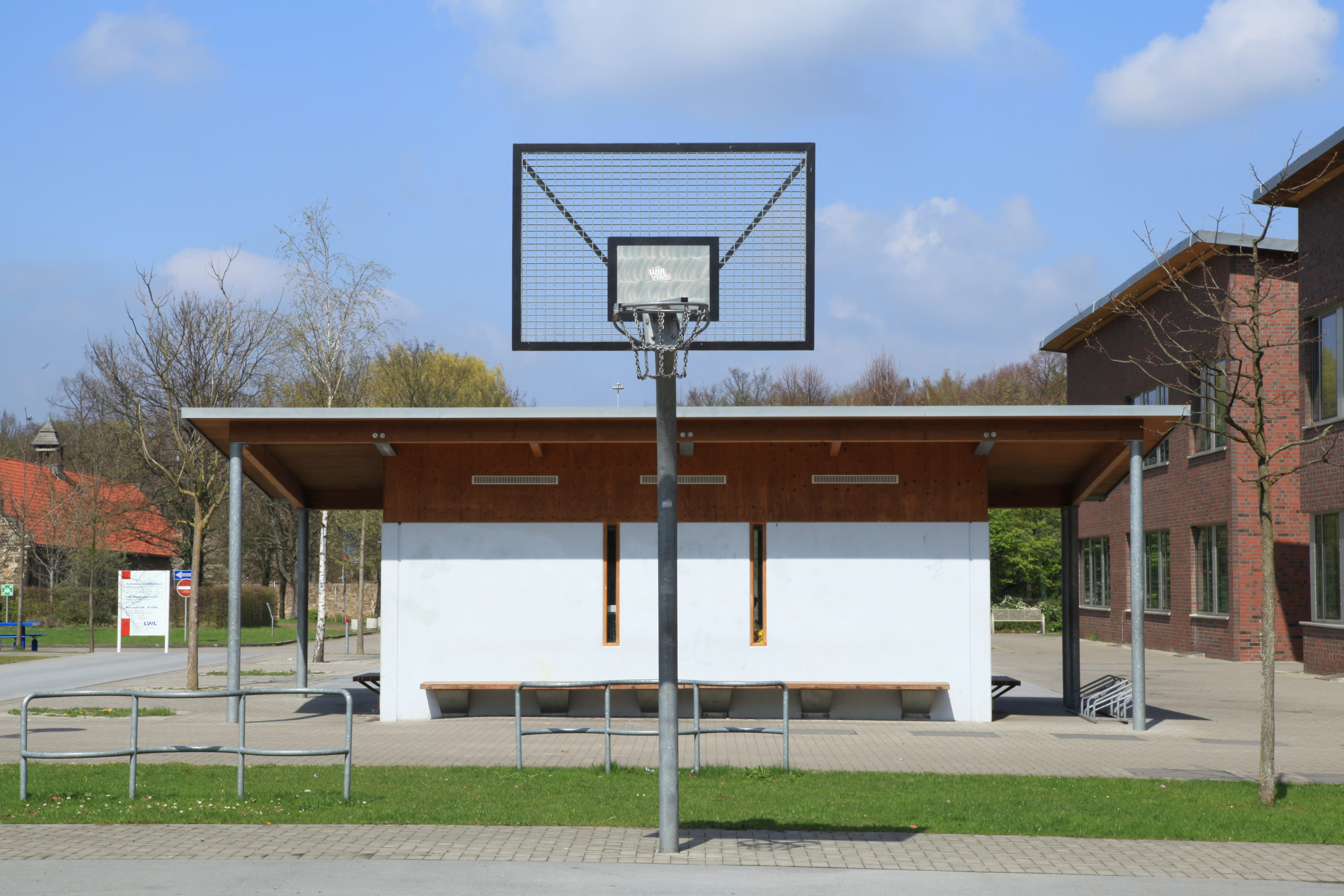
Cancha de baloncesto en una escuela alemana
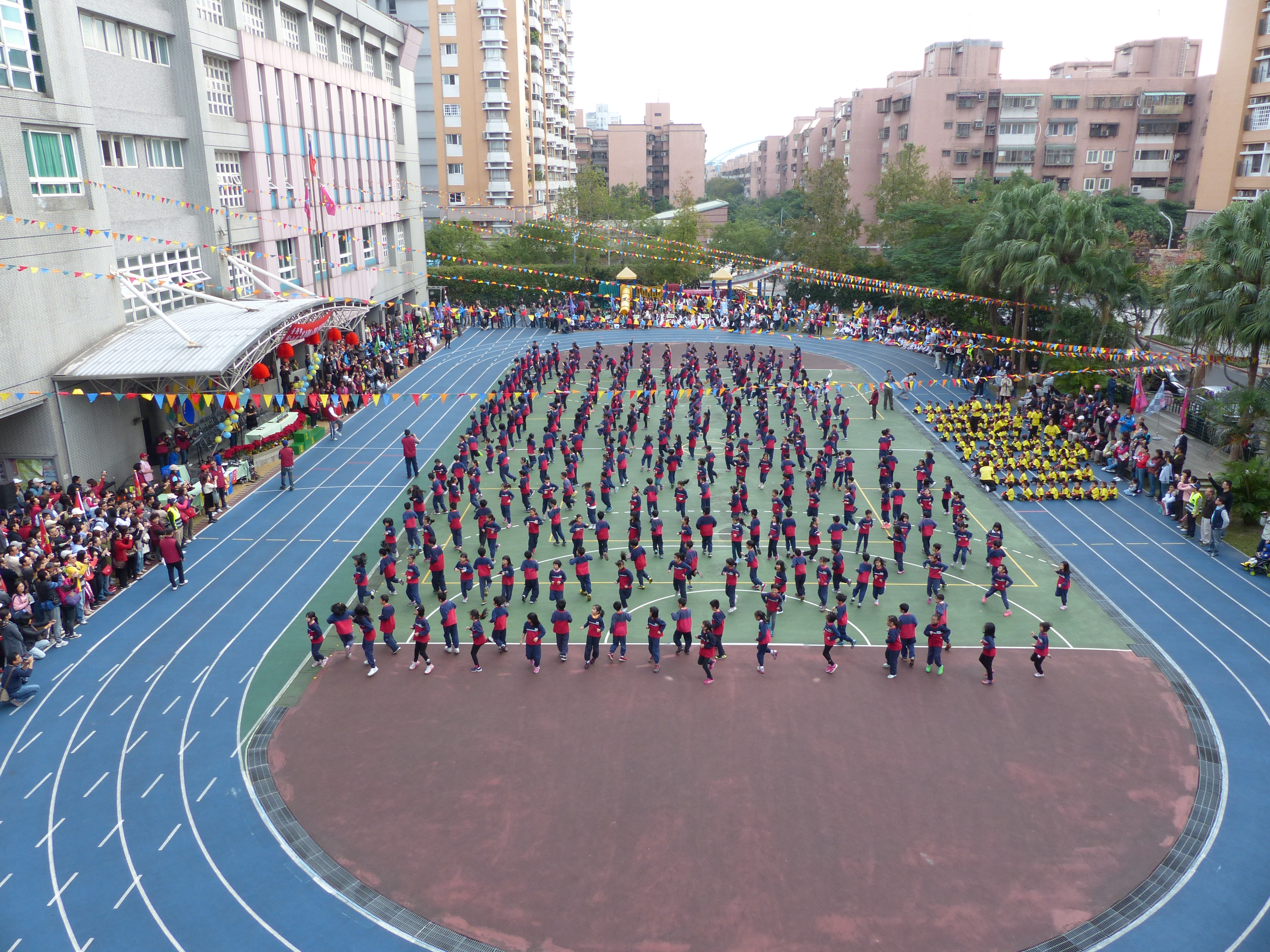
Pista de atletismo en un colegio infantil en Taipei (Taiwan)

## Seguridad

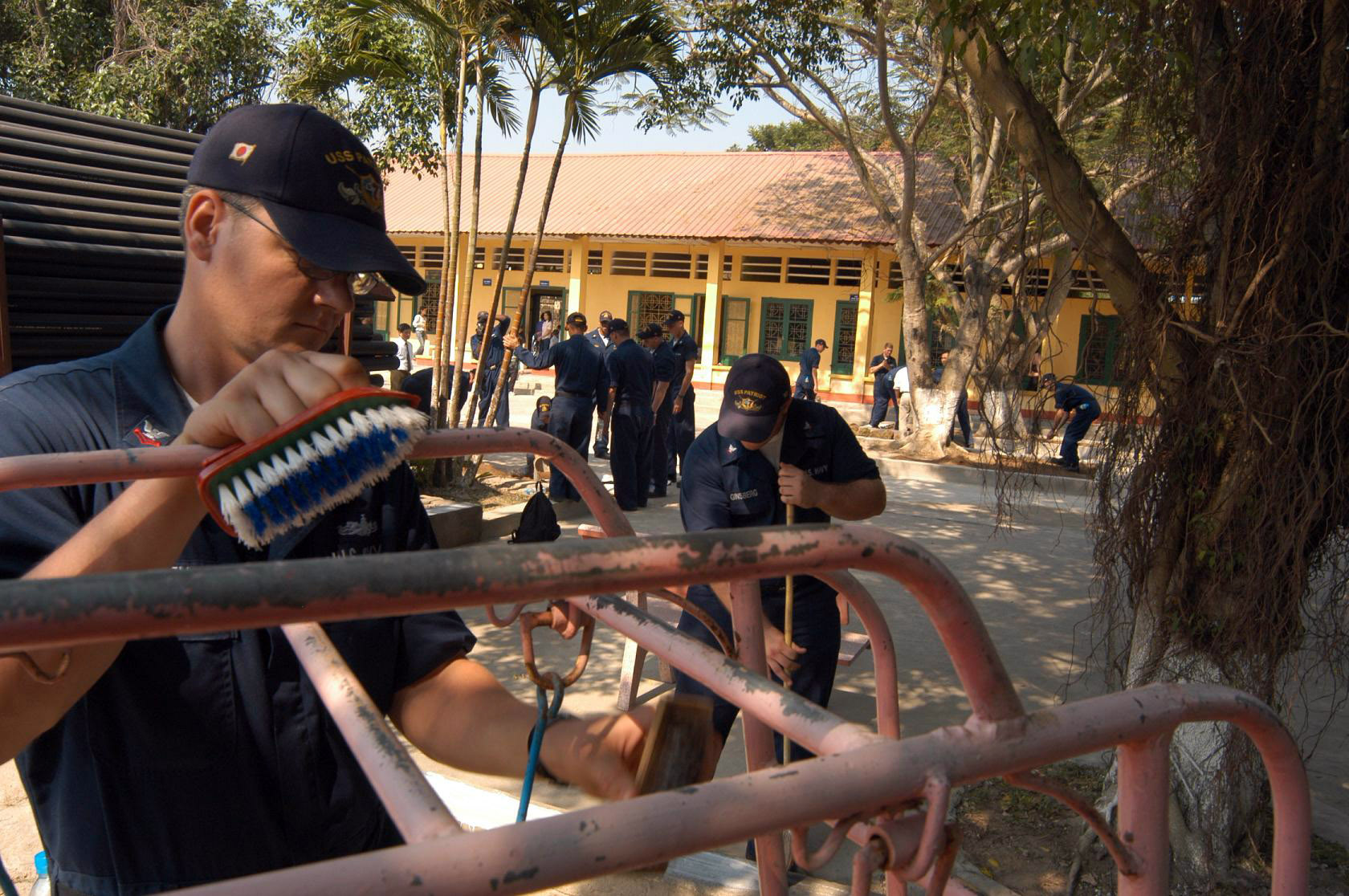
Renovación de equipamiento en un colegio para niños invidentes en Vietnam.

La mayor parte de las lesiones que se causan los niños durante su estancia en la escuela se producen en el patio de recreo. Para minimizarlas es imprescindible que los materiales se sometan a un mantenimiento periódico. Entre las medidas de seguridad que se deben adoptar figuran las siguientes: 
- Evitar los materiales oxidados y las uniones débiles o sueltas que puedan provocar accidentes.
- En los recintos para juegos infantiles, se deben disponer superficies de goma que amortigüen las caídas de los niños.
- Los materiales no deben presentar aristas ni superficies cortantes.
- Fijar una medida inferior a 9 cm. o superior a 25 cm. para los espacios en que pueden quedar atrapados los niños como los barrotes de las verjas.
- Instalar barandillas en plataformas y superficies elevadas.
- Respetar una distancia mínima entre columpios.[8]

En cualquier caso, durante el periodo de recreo los niños deben estar constantemente supervisados por adultos, con el fin de prevenir la realización de determinadas actividades imprudentes, impedir peleas entre ellos, y socorrerles en caso de que alguien se produzca alguna lesión.

## Patios escolares verdes

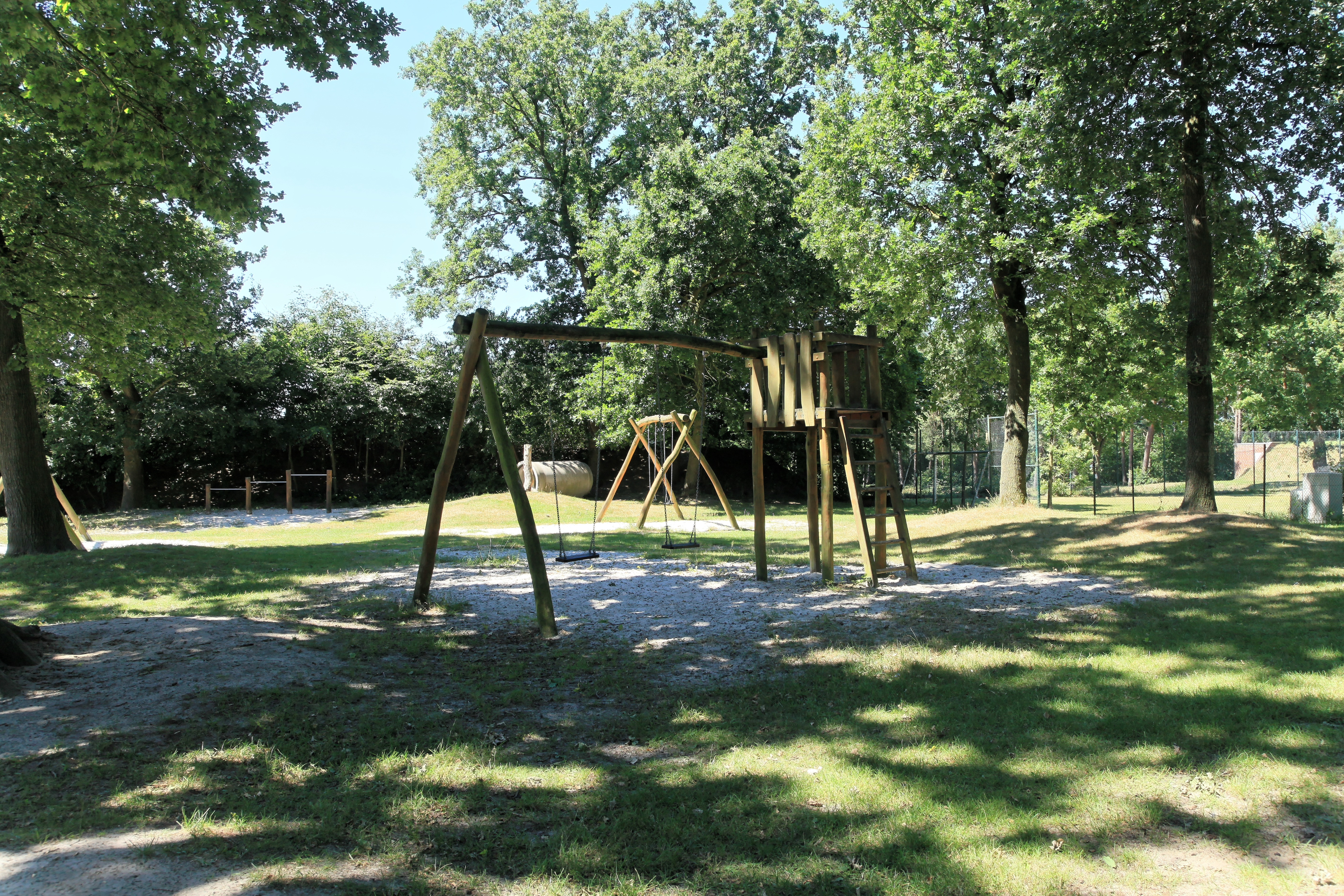
Alemania
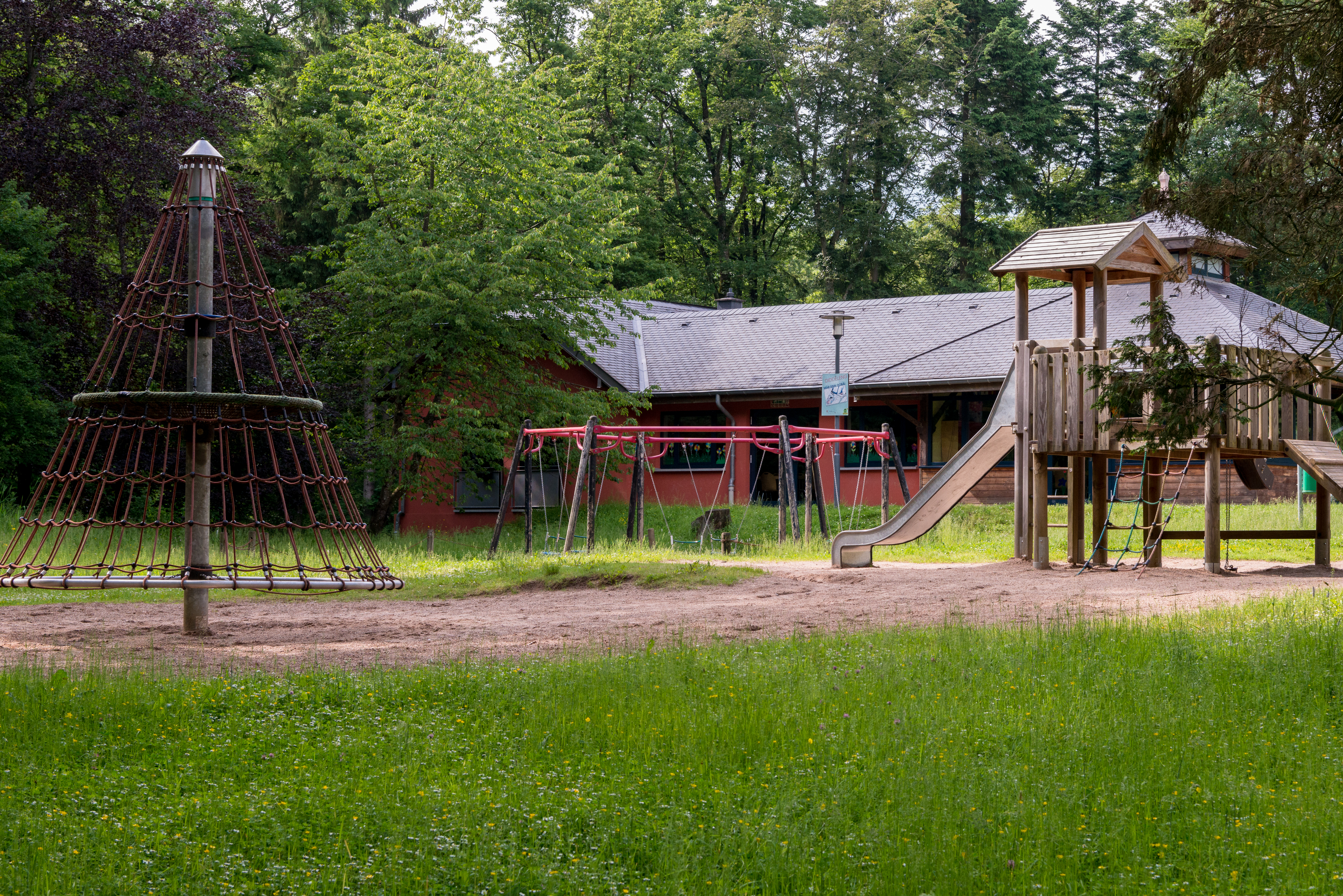
Luxemburgo
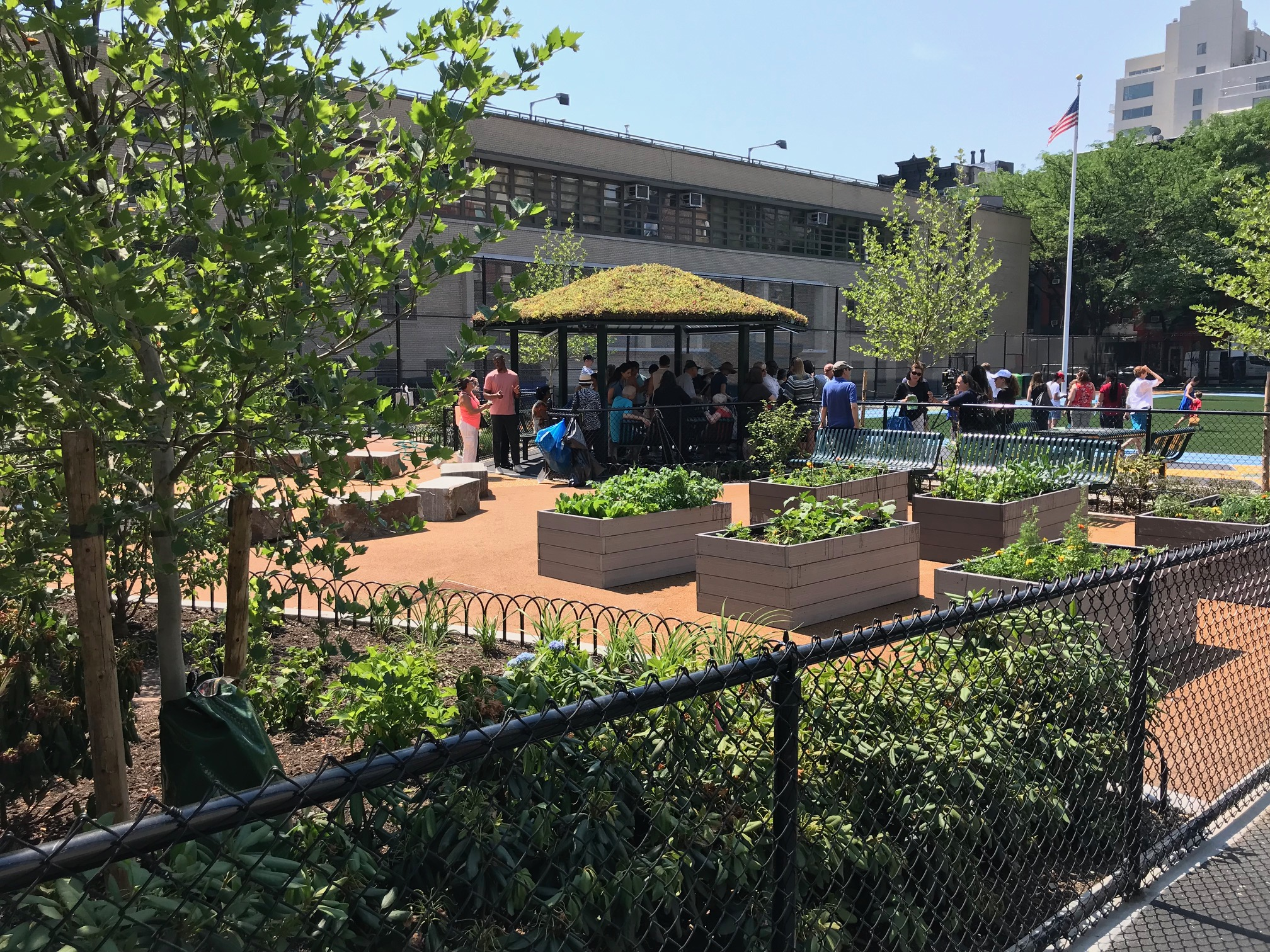
New York City
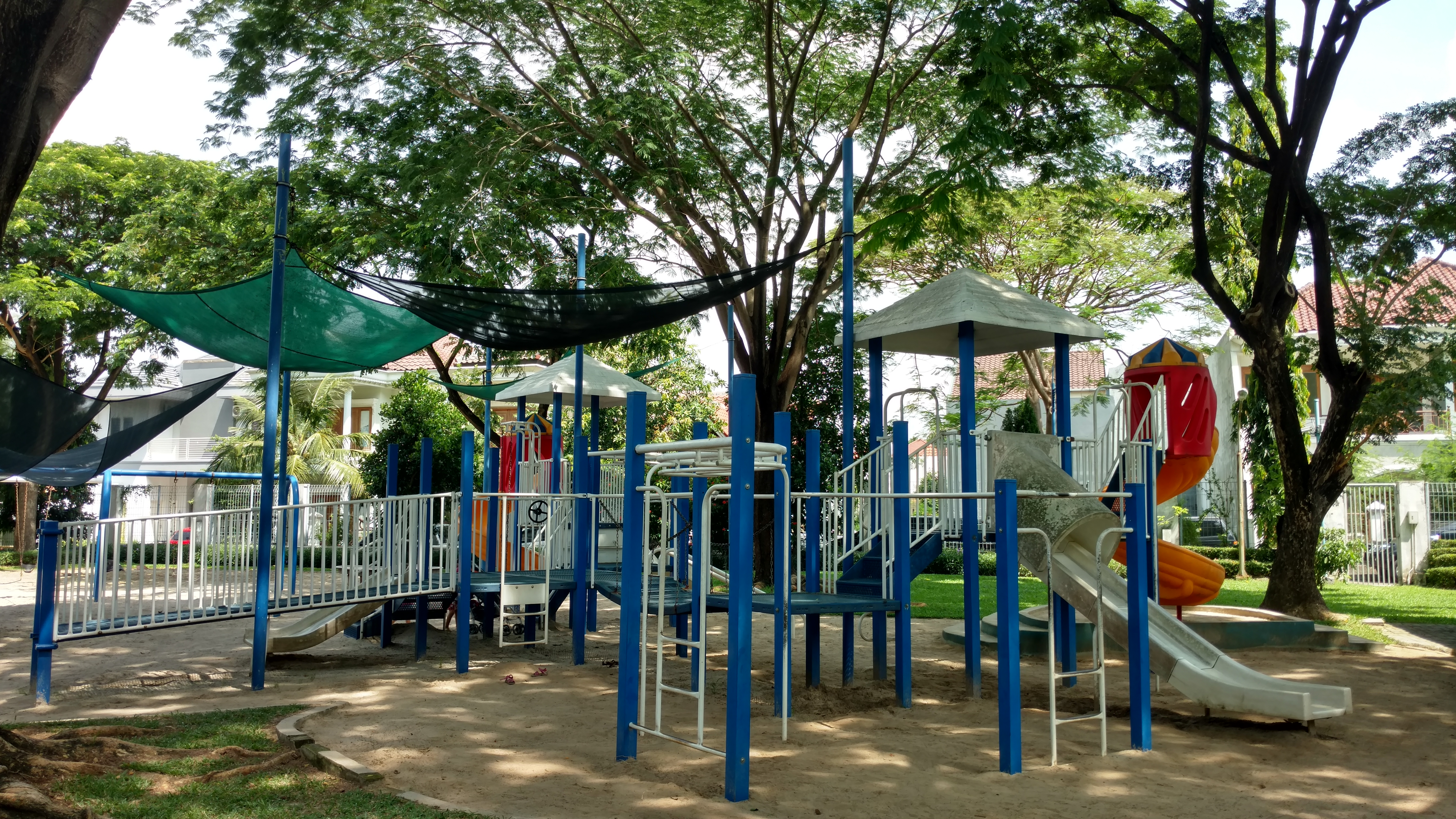
Indonesia
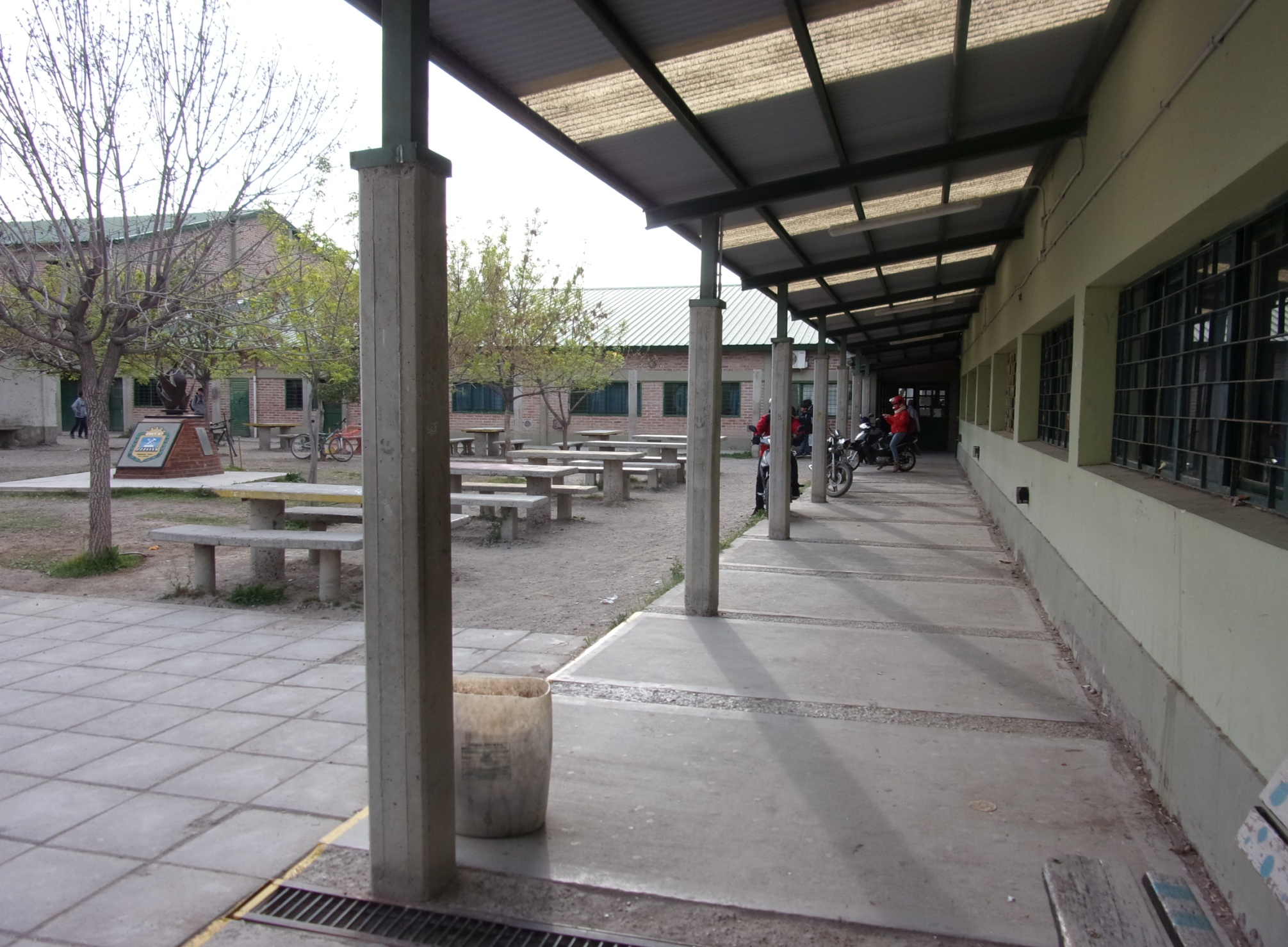
Patio escolar interno CET 1 Gral Roca (Río Negro-Argentina)